# Lew Wasserman
Pour les articles homonymes, voir Wasserman.
Lewis Robert « Lew » Wasserman (né le 22 mars 1913 à Cleveland (Ohio) – mort le 3 juin 2002) est un agent américain et un directeur de studio. Il fut agent de la Music Corporation of America, fondée par Jules C. Stein (en).

## Biographie
Né dans une famille juive russe, d'Isaac Wasserman et Minnie Chernick. Concurrent de Charles K. Feldman, Myron Selznick, et Leland Hayward, il représente Bette Davis et Ronald Reagan, qu'il aida à prendre la direction de la Screen Actors Guild. Soutien du Parti démocrate américain,, il fait appliquer des clauses de défiscalisations à des acteurs comme James Stewart, dans le film d'Anthony Mann, Winchester '73 (1950). Il reçoit la médaille présidentielle de la Liberté du président Bill Clinton. En 1996, il rejoint le Television Hall of Fame (en). Il meurt d'un arrêt cardiaque à Beverly Hills en 2002 et est enterré au Hillside Memorial Park Cemetery de Culver City. Il reçut à titre posthume 2349e étoile du Hollywood Walk of Fame le 5 octobre 2007.

## Vie privée
Marié à Edith « Edie » Beckerman également juive. Ils ont une fille, Lynne Kay Wasserman qui épouse Ron Leif et ont une fille, Carol Ann Leif avant de divorcer. En 1970, Lynne épouse le trader Jack Meyrowitz et changent leur nom en Myers avant d'avoir un fils Casey Wasserman (en) et de divorcer.

## Dans la culture populaire
- 2002 : Martin and Lewis, par David Eisner
- 2003 : The Reagans (téléfilm), par Stewart Bick
- 2005 : The Last Mogul, de Barry Avrich
- 2012 : Hitchcock, par Michael Stuhlbarg